# Arjen Hoekstra

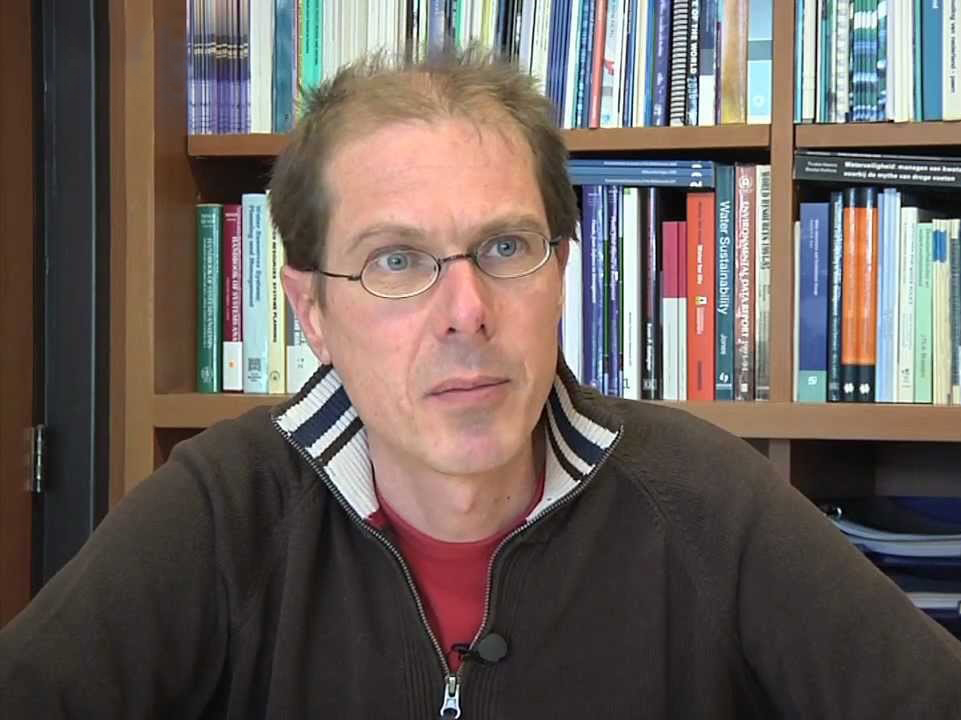
Arjen Hoekstra, 2013

Arjen Hoekstra (Delft, 28 juni 1967 - Enschede, 18 november 2019) was een professor waterbeheer aan de universiteit Twente. Hij werd bekend als de waterprofessor.
Hoekstra studeerde aan de TU Delft waar hij cum laude afstudeerde op het onderwerp civiele techniek. Hij promoveerde aan diezelfde universiteit op het onderwerp beleidsanalyse.
Hoekstra was de bedenker van de watervoetafdruk en werd hierdoor bekend als Waterprofessor. Ook richtte hij in 2008 het Water Footprint Network op. Hij was gastprofessor aan de Lee Kuan Yew School of Public Policy in de National University van Singapore.
Hoekstra heeft verschillende interdisciplinaire onderzoeksprojecten geleid en heeft verschillende instanties zoals overheden en maatschappelijke organisaties georganiseerd. Daarnaast adviseerde hij instanties als UNESCO en de Wereldbank.
Hoekstra (52) werd onwel en overleed, fietsend op de weg terug van werk naar huis.

## Prijzen
- Baltic Sea Award (2011)
- Honorary Doctorate aan de Technical University van Laşi, Roemenië (2012)
- Top-100 Thought Leaders in Trustworthy Business Behavior by TAA-CSE (2011)
- Sustainable Top-100, Trouw (2012 en 2013)